# Centerton (Arkansas)
Centerton ist eine Stadt innerhalb des Benton Countys im US-amerikanischen Bundesstaat Arkansas mit 17.792 Einwohnern (Stand: Volkszählung 2020). Sie ist eine Vorstadt von Bentonville.

## Geografie
Centerton liegt in der Nähe des Zentrums von Benton County. Der Arkansas Highway 102 verläuft durch das Stadtzentrum und führt östlich 5 Meilen (8 km) nach Bentonville und westlich 11 Meilen (18 km) nach Decatur.

## Geschichte
Jäger der amerikanischen Ureinwohner und frühe Siedler wurden durch natürliche Quellen, darunter die heute als McKissick Spring bekannte Quelle, ins heutige Centerton gelockt. Im frühen 19. Jahrhundert wurden eine frühe Kirche und eine Schule, die an der Quelle gebaut wurden, nach der zentralen Lage der Gemeinde im Benton County Center Point genannt. Obwohl die Gegend während des Sezessionskrieges nicht offiziell in Aktion trat, lagerten die Unionstruppen am 5. März 1862, kurz vor der Schlacht von Pea Ridge, in McKissick Spring.
Nach der Wiederaufbauzeit verband die Arkansas-Oklahoma Railroad Company Rogers, Arkansas, und Grove, Oklahoma, durch das westliche Benton County. Die Eisenbahn erschloss die Apfel- und Erdbeerplantagen des Countys für neue Märkte und brachte der Region wirtschaftliche Entwicklung und Bevölkerungswachstum. Bei der Gründung der Stadt im Jahr 1900 wurde der Name in Centerton geändert, da Center Point bereits in Howard County registriert war. Im 20. Jahrhundert wurde Centerton eine Vorstadt des rasant wachsenden Bentonville im wirtschaftlich dynamischen Nordwestarkansas.

## Demografie
Nach der Volkszählung von 2020 leben in Centerton 17.792 Menschen. Die Bevölkerung teilt sich 2019 auf in 86,9 % Weiße, 4,7 % Afroamerikaner, 0,3 % amerikanische Ureinwohner, 3,4 % Asiaten, 0,1 % Ozeanier und 3,9 % mit zwei oder mehr Ethnizitäten. Hispanics oder Latinos aller Ethnien machten 9,0 % der Bevölkerung aus. Das mittlere Haushaltseinkommen lag bei 75.631 US-Dollar und die Armutsquote lag bei 7,5 % der Bevölkerung.